# Nautilus Rupes
Nautilus Rupes ist der Name einer canyonartigen stufigen Bruchlinie auf dem Planeten Merkur.
Nautilus Rupes befindet sich auf der Südhalbkugel des Merkurs im so genannten Debussy-Quadrangle, zwischen ungefähr 25° und 32° südlicher Breite sowie 291,6° und 295,5° westlicher Länge, nordöstlich des großen Kraters Rembrandt. Nautilus Rupes hat eine nord-südliche Ausrichtung und eine Länge von 348 Kilometern. Da der Krater Rembrandt vor circa 3,6 bis 4 Milliarden Jahren entstanden ist (möglicherweise während des späten schweren Bombardements), kann davon ausgegangen werden, dass die Bruchlinie aus einer jüngeren Zeit stammt, weil sie die Außenbereiche des Rembrandt-Bassins verformt hat.

## Benennung
Einen Eigennamen erhielt die Bruchlinie am 3. Juni 2013 von der Internationalen Astronomischen Union (IA) auf Vorschlag von Michelle Selvans vom National Air and Space Museum der Smithsonian Institution. Sie wurde nach dem Forschungsschiff Nautilus (gebaut 1967, umbenannt 2009 in A. v. Humboldt) benannt.
Ein Asteroid des inneren Hauptgürtels trägt ebenfalls den Namen Nautilus: (9769) Nautilus. Der Asteroid ist hingegen 1999 nach drei U-Booten benannt worden.